# Seznam obcí v Česku, Ú
Toto je seznam obcí v Česku začínajících na písmeno Ú. 
Tento seznam je generován z údajů na Wikidatech a je pravidelně aktualizován botem.
 Úpravy provedené v seznamu budou při příští aktualizaci odstraněny!
| #  | Článek                    | Počet obyvatel | Rozloha (km2) | Okres                   |
| -- | ------------------------- | -------------- | ------------- | ----------------------- |
| 1  | Ústí nad Labem            | 91 982         | 93,97         | okres Ústí nad Labem    |
| 2  | Ústí nad Orlicí           | 14 209         | 36,37         | okres Ústí nad Orlicí   |
| 3  | Úvaly                     | 7 023          | 10,97         | okres Praha-východ      |
| 4  | Úpice                     | 5 622          | 15,3          | okres Trutnov           |
| 5  | Újezd u Brna              | 3 371          | 13,07         | okres Brno-venkov       |
| 6  | Úštěk                     | 2 944          | 74,95         | okres Litoměřice        |
| 7  | Újezd                     | 1 449          | 18,59         | okres Olomouc           |
| 8  | Únanov                    | 1 290          | 12,15         | okres Znojmo            |
| 9  | Údlice                    | 1 237          | 11,86         | okres Chomutov          |
| 10 | Újezd                     | 1 182          | 12,41         | okres Zlín              |
| 11 | Úsov                      | 1 168          | 9,31          | okres Šumperk           |
| 12 | Úhonice                   | 1 139          | 9,93          | okres Praha-západ       |
| 13 | Úvalno                    | 1 019          | 14,77         | okres Bruntál           |
| 14 | Úžice                     | 946            | 10,3          | okres Mělník            |
| 15 | Újezdeček                 | 883            | 1,77          | okres Teplice           |
| 16 | Únětice                   | 812            | 3,15          | okres Praha-západ       |
| 17 | Úholičky                  | 811            | 4,26          | okres Praha-západ       |
| 18 | Útušice                   | 705            | 15,66         | okres Plzeň-jih         |
| 19 | Úsobí                     | 684            | 12,98         | okres Havlíčkův Brod    |
| 20 | Újezd                     | 672            | 10,41         | okres Beroun            |
| 21 | Úžice                     | 665            | 18,56         | okres Kutná Hora        |
| 22 | Ústí                      | 623            | 5,44          | okres Vsetín            |
| 23 | Útvina                    | 601            | 37,82         | okres Karlovy Vary      |
| 24 | Úněšov                    | 597            | 38,68         | okres Plzeň-sever       |
| 25 | Ústí                      | 563            | 3,31          | okres Přerov            |
| 26 | Úmonín                    | 514            | 13,76         | okres Kutná Hora        |
| 27 | Úsilné                    | 512            | 3,03          | okres České Budějovice  |
| 28 | Újezd u Boskovic          | 490            | 12,78         | okres Blansko           |
| 29 | Úhřetice                  | 485            | 4,69          | okres Chrudim           |
| 30 | Úlice                     | 481            | 13,24         | okres Plzeň-sever       |
| 31 | Úterý                     | 463            | 25,91         | okres Plzeň-sever       |
| 32 | Úbislavice                | 453            | 12,06         | okres Jičín             |
| 33 | Úsobrno                   | 446            | 7,79          | okres Blansko           |
| 34 | Ústín                     | 436            | 4,4           | okres Olomouc           |
| 35 | Újezd                     | 421            | 11,02         | okres Domažlice         |
| 36 | Ústrašice                 | 391            | 7,4           | okres Tábor             |
| 37 | Úherce                    | 377            | 7,99          | okres Plzeň-sever       |
| 38 | Újezd pod Troskami        | 343            | 7,56          | okres Jičín             |
| 39 | Útěchov                   | 337            | 5,48          | okres Svitavy           |
| 40 | Újezd u Chocně            | 323            | 16,36         | okres Ústí nad Orlicí   |
| 41 | Úmyslovice                | 313            | 6,26          | okres Nymburk           |
| 42 | Úlibice                   | 310            | 6,75          | okres Jičín             |
| 43 | Údrnice                   | 298            | 9,25          | okres Jičín             |
| 44 | Újezd u Rosic             | 295            | 10,91         | okres Brno-venkov       |
| 45 | Úhřetická Lhota           | 282            | 3,21          | okres Pardubice         |
| 46 | Újezd                     | 268            | 8,68          | okres Žďár nad Sázavou  |
| 47 | Újezd u Černé Hory        | 266            | 4,5           | okres Blansko           |
| 48 | Ústrašín                  | 265            | 7,02          | okres Pelhřimov         |
| 49 | Újezdec                   | 262            | 3,4           | okres Uherské Hradiště  |
| 50 | Úpohlavy                  | 255            | 3,97          | okres Litoměřice        |
| 51 | Újezd u Svatého Kříže     | 239            | 4,4           | okres Rokycany          |
| 52 | Újezd u Přelouče          | 228            | 3,42          | okres Pardubice         |
| 53 | Újezd u Sezemic           | 227            | 3,46          | okres Pardubice         |
| 54 | Ústí                      | 222            | 9,14          | okres Jihlava           |
| 55 | Únětice                   | 149            | 6             | okres Plzeň-jih         |
| 56 | Újezdec                   | 148            | 2,37          | okres Mělník            |
| 57 | Úhlejov                   | 147            | 4,12          | okres Jičín             |
| 58 | Úherčice                  | 144            | 2,89          | okres Chrudim           |
| 59 | Únehle                    | 138            | 6,06          | okres Tachov            |
| 60 | Újezd u Tišnova           | 138            | 3,59          | okres Brno-venkov       |
| 61 | Úboč                      | 130            | 7,45          | okres Domažlice         |
| 62 | Úsuší                     | 128            | 2,85          | okres Brno-venkov       |
| 63 | Úsilov                    | 123            | 8,14          | okres Domažlice         |
| 64 | Újezd u Plánice           | 123            | 4,74          | okres Klatovy           |
| 65 | Újezdec                   | 121            | 3,46          | okres Svitavy           |
| 66 | Únějovice                 | 108            | 3,93          | okres Domažlice         |
| 67 | Útěchovice pod Stražištěm | 104            | 4,17          | okres Pelhřimov         |
| 68 | Újezd nade Mží            | 102            | 8,46          | okres Plzeň-sever       |
| 69 | Úlehle                    | 97             | 6,56          | okres Strakonice        |
| 70 | Újezdec                   | 86             | 2,9           | okres Prachatice        |
| 71 | Úherce                    | 82             | 3,47          | okres Louny             |
| 72 | Újezd                     | 79             | 5,73          | okres Znojmo            |
| 73 | Útěchovičky               | 70             | 4,06          | okres Pelhřimov         |
| 74 | Újezdec                   | 67             | 4,22          | okres Jindřichův Hradec |
| 75 | Únice                     | 65             | 5,59          | okres Strakonice        |
| 76 | Útěchovice                | 61             | 6,24          | okres Pelhřimov         |
| 77 | Úhořilka                  | 46             | 2,54          | okres Havlíčkův Brod    |
| 78 | Ústup                     | 42             | 2,65          | okres Blansko           |